# Milwaukee Mile
Le Milwaukee Mile est un circuit américain basé à West Allis, une banlieue limitrophe de Milwaukee, dans le Wisconsin. D'une longueur de 1,032 mile (1,660 km), il peut accueillir 45 000 spectateurs assis. Il est aujourd'hui considéré comme le plus ancien circuit de grande vitesse encore en activité. Opérationnel depuis 1903, il ne s'est pas passé une année sans qu'il n'accueille une course.

## Courses actuelles
- Indy Racing League - Grand Prix automobile de Milwaukee
- NASCAR Nationwide Series - SBC 250
- NASCAR Camping World Truck Series - Toyota Tundra Milwaukee 200 (en)
- ARCA RE/MAX Series - ARCA RE/MAX Series 200

## Records de vitesse
- Qualification Busch Series : Johnny Sauter, moyenne de 122,595 mi/h (197,298 km/h) – 29 s 365 par tour – 25 juin 2005.
- Course Busch Series : Ron Hornaday Sr. (en), moyenne de 105,052 mi/h (169,065 km/h) – durée de course de 2 h 26 min 59 s – 26 juin 2004.
- Qualification Champ Car : Patrick Carpentier, moyenne de 185,500 mi/h (298,533 km/h) – 20 s 028 s par tour – 1998.